# سكوت فوكس (لاعب كرة قدم أمريكية)
سكوت فوكس (بالإنجليزية: Scott Fox)‏ هو لاعب كرة قدم أمريكية أمريكي، ولد في 28 ديسمبر 1963، وتوفي في 16 يونيو 2015.